# Andy Serwer

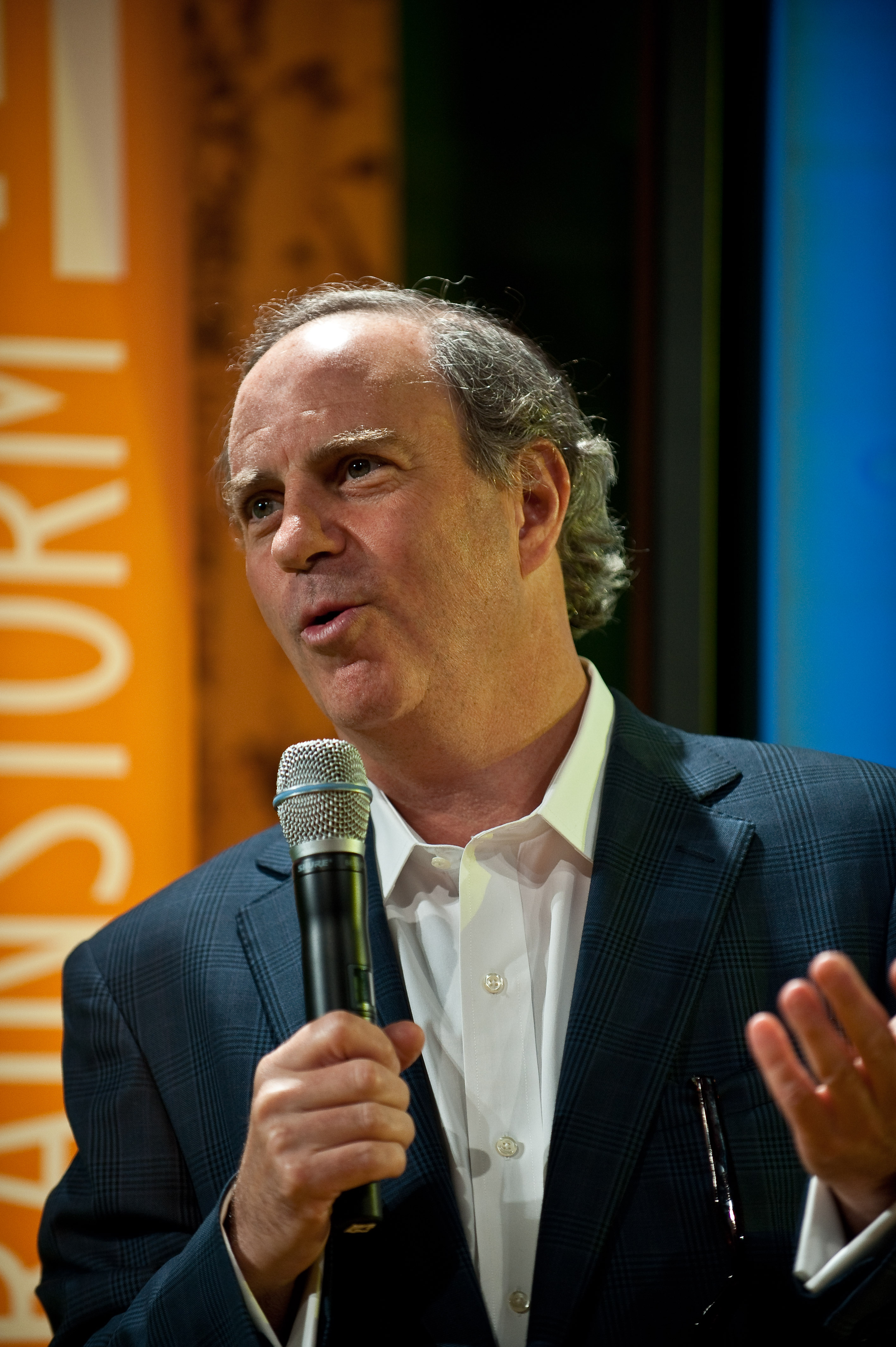
Andrew Serwer (2011)

Andrew „Andy“ Serwer (* 16. September 1959 in Chevy Chase) ist ein US-amerikanischer Journalist. Seit 2006 ist er Chefredakteur des Wirtschaftsmagazins Fortune.

## Leben
Serwer studierte bis 1981 Geschichte am Bowdoin College in Brunswick (Bachelor of Arts). Einen MBA erwarb er von der Emory University in Druid Hills und einen Master in Journalismus (1985) an der Columbia University Graduate School of Journalism. Danach wurde er Reporter beim Wirtschaftsmagazin Fortune. Als Redakteur schrieb er die Titelgeschichten unter anderem zu Bill Gates, Larry Ellison, John Chambers und Cisco Systems. Von 2001 bis 2006 war er auch Wirtschaftsmoderator bei American Morning (CNN). Außerdem trat er bei Morning Joe (MSNBC) und bei Squawkbox (CNBC) auf. 2006 wurde er Chefredakteur von Fortune. Er initiierte in seiner Amtszeit unter anderem Fortune.com.
2000 wurde er durch den TJFR Business News Reporter zum Wirtschaftsjournalisten des Jahres ernannt. 2007 zählte er laut NewsBios.com zu den 100 einflussreichsten Wirtschaftsjournalisten der Welt.

## Werke
- Starting over: why the last decade was so damn rotten and why the next one will surely be better. Time Books, New York 2010, ISBN 978-1-60320-160-5.